# Keitele
Keitele è un comune finlandese di 2029 abitanti, situato nella regione del Savo Settentrionale.